# 프랑스 U-18 축구 국가대표팀
프랑스 U-18 축구 국가대표팀(프랑스어: Équipe de France des moins de 18 ans de football)은 프랑스를 대표하는 18세 이하의 축구 국가대표팀으로, 프랑스의 축구 관리 기관인 프랑스 축구 연맹의 관리를 받는다. 1981년부터 2001년까지 진행된 UEFA U-18 축구 선수권 대회에서 1983년, 1996년, 1997년, 2000년에서 우승했으며, 2022년 지중해 게임에서도 우승을 기록했다.